# Bachia beebei
Bachia beebei (бахія Бібі) — вид ящірок родини гімнофтальмових (Gymnophthalmidae). Ендемік Венесуели. Вид названий на честь американського натураліста Вільяма Бібі. Описаний у 2019 році.

## Поширення і екологія
Бахії Бібі відомі з типової місцевості, розташованої в околицях Каріпіто в штаті Монагас на північному сході Венесуели. Вони живуть в сезонних тропічних лісах.